# Jørgen Langhelle
Jørgen Langhelle, född 18 augusti 1965 i Sandnes i Rogaland fylke, död 3 augusti 2021 i Nesodden utanför Oslo, var en norsk skådespelare.
Langhelle debuterade på Det Norske Teatret 1985 i den japanska kabuki-pjäsen Heikegani. Han var 1993–1995 anställd vid Oslo Nye Teater, där han bland annat spelade akrobatisk skurk i Huset i skogen av Anne-Cath. Vestly. Vidare har han bland annat spelat Håkon i Olav Duuns Medmenneske på Trøndelag Teater och Mio i Astrid Lindgrens Mio min Mio på Riksteatret. 2005 fick han konstnärlig framgång med soloföreställningen La Nuit juste avant les Forêts av Bernard-Marie Koltès på Rogaland Teater.
På film spelade Langhelle Simon Darre i Liv Ullmanns filmatisering av Kristin Lavransdotter (1995) och den unga prästen i Berit Nesheims film Søndagsengler (1996). Han hade även haft centrala roller i filmerna Elling (2001), Tyven, tyven (2002), Ulvesommer (2003), Tur & retur (2003), En folkefiende (2005) och svenska Harrys döttrar (2005). Han hade också haft roller i flera tv-serier, bland annat huvudrollen som pengaindrivaren Terje i TV2-thrillern Torpedo (2007).

## Filmografi (urval)
Efter Svensk Filmdatabas och Store norske leksikon.
- 1995 – Kristin Lavransdotter
- 1996 – Hamsun
- 1996 – Søndagsengler
- 1998 – Avsändare: Anonym
- 1998 – Bara molnen flyttar stjärnorna
- 2001 – Elling
- 2002 – Jag är Dina
- 2002 – Tyven, tyven
- 2002 – När djävulen håller ljuset
- 2003 – Ulvesommer
- 2003 – Tur & retur
- 2005 – Deadline Torp (TV-serie)
- 2005 – En folkefiende
- 2005 – Harrys döttrar
- 2007 – Arn – Tempelriddaren
- 2007 – Torpedo (TV-serie)
- 2008 – Ulvenatten
- 2008 – Mannen som älskade Yngve
- 2008 – Kautokeinoupproret
- 2011 – The Thing
- 2014 – Skumringslandet